# Совиньский, Леонард (график)

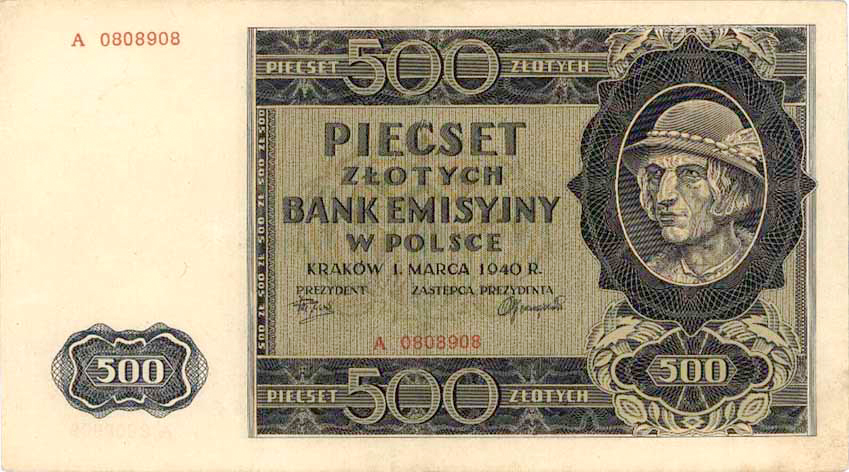

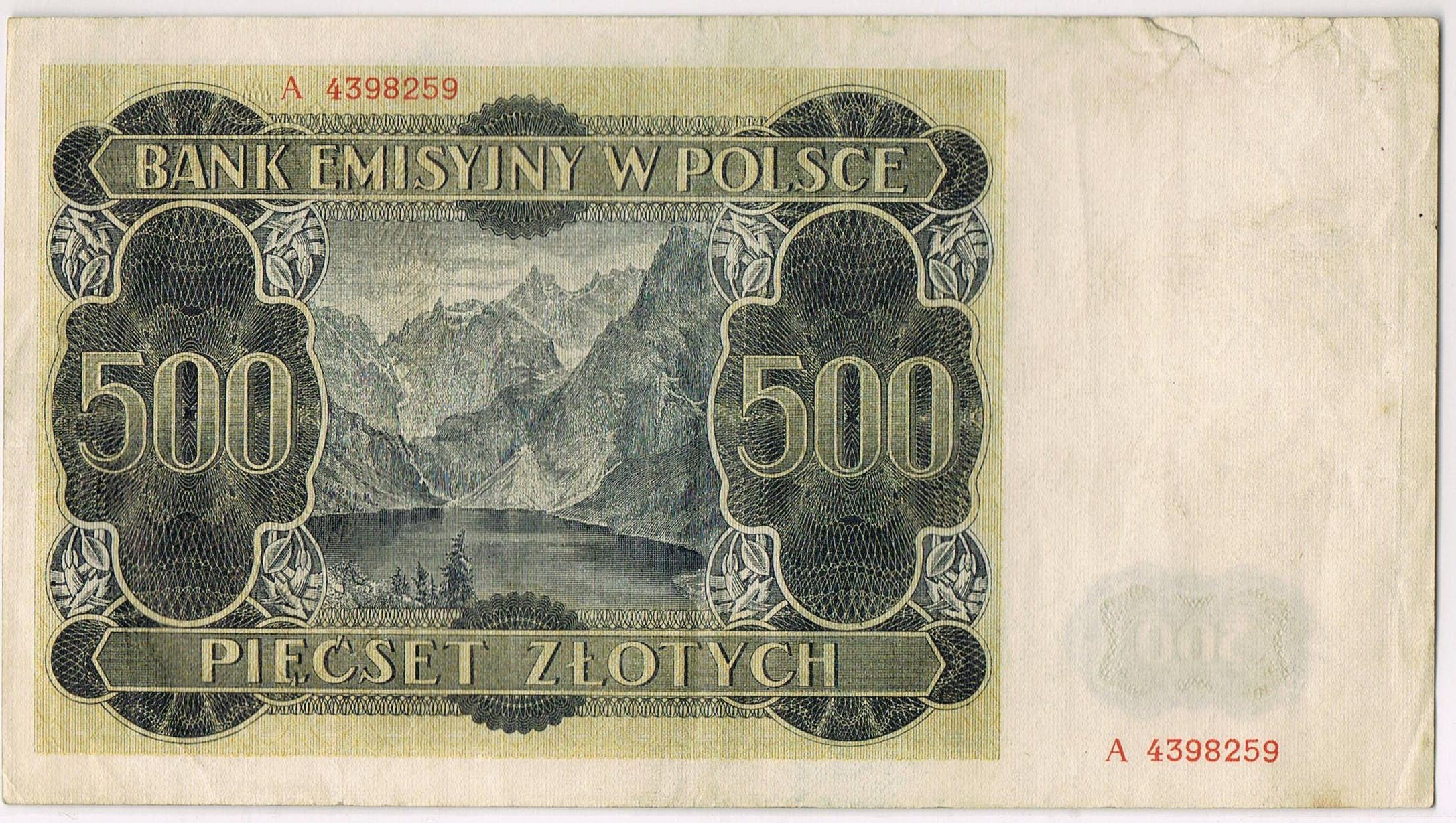

Леонард Совиньский (пол. Leonard Sowiński; 1908—1954) — польский живописец, рисовальщик и гравёр.
Работал на производстве по изготовлению ценных бумаг. Известный проектант и дизайнер банкнот.
Во время немецкой оккупации Польши в 1939 году было принято решение о создании нового эмиссионного польского банка, поскольку Банк Польши был эвакуирован в Париж. 8 апреля 1940 года в Кракове начал работу Эмиссионный банк в Польше. Банк начал выпуск банкнот, именовавшихся в народе «млынарками», и имевших номинал 1, 2, 5, 10, 20, 50, 100 и 500 злотых с датой выпуска 1 марта 1940 и 1, 2, 5, 50 и 100 злотых с датой выпуска 1 августа 1941 года. Польские банкноты были напечатаны в 1940 году в Вене и 1941 в Кракове и Варшаве. Их главным дизайнером был Леонард Совиньский.
Автор, среди прочего, известной денежной банкноты Эмиссионного банка номиналом 500 злотых (1940), которую поляки называли «Гуралем».